# Franz Bellegarde
Franz hrabě z Bellegarde (14. června 1866 Bad Ischl – ? 1915, poblíž Lubačova) byl rakouský šlechtic z rodu Bellegardů, státní úředník a politik z Bukoviny, na počátku 20. století poslanec Říšské rady. Zemřel v ruském zajetí za první světové války.

## Biografie
Narodil se jako syn hraběte Františka Alexandra z Bellegarde ze slezské větvě rodu Bellegardů. Měl titul hraběte. Někdy býval národnostně řazen mezi Rumuny, někdy mezi Němce.
Byl okresním hejtmanem. Vystudoval Skotské gymnázium ve Vídni a Vídeňskou univerzitu. Sloužil v armádě u 2. dragounského regimentu a 3. zeměbraneckého hulánského regimentu. Byl poručíkem v záloze. Počátkem 20. století zastával funkci okresního hejtmana v Câmpulungu. Byl zemským vládním radou a měl titul c. k. komořího. Byl rovněž čestným rytířem maltézského řádu.
Měl zájem o rozvoj rumunského zemědělství v Bukovině. Deník Neue Freie Presse ho v nekrologu označil za malého bukovinského Tolstého, který v sobě spojoval patriarchálně-konzervativní i radikálně-demokratické rysy.
Působil i jako poslanec Říšské rady (celostátního parlamentu Předlitavska), kam usedl ve volbách do Říšské rady roku 1907. Byl zvolen za obvod Bukovina 10. Z rodinných důvodů rezignoval 14. září 1910. Do parlamentu pak místo něj usedl Gheorghe Sârbu. Po volbách roku 1907 byl uváděn coby člen poslaneckého Rumunského klubu.
V závěru života zastával funkci místodržitelského rady ve Štýrsku. Zemřel za první světové války. Byl raněn a padl do ruského zajetí a byl nahlášen jako pohřešovaný 2. dubna 1915 poblíž Lubaczowa. V prosinci 1915 oznámil rakouský tisk, že Bellegarde v zajetí zemřel.

## Rodina
Franz von Bellegarde byl ženatý s Marií Josefou z Königsegg-Aulendorfu (27. 5. 1888 Königseggwald, Bádensko-Württembersko – 7. 11. 1939 Štýrský Hradec), která mu porodila tři děti:
- 1. Hedvika (15. 5. 1911 Bruck an der Mur – 14. 2. 1967 Ravensburg)
- 2. František (28. 7. 1912 Bruck an der Mur – 19. 12. 1941 Orjol), padl ve 2. světové válce, svobodný a bezdětný
- 3. Paula (21. 6. 1914 – ?)